# Мичурин, Вениамин Николаевич
Вениами́н Нико́лаевич Мичу́рин (род. 7 апреля 1965 года, Красноусольский, Башкирская АССР, СССР) — российский дзюдоист-паралимпиец, выступавший в весовой категории до 60 килограмм, двукратный серебряный и бронзовый призёр Паралимпийских игр. Многократный чемпион мира. Заслуженный мастер спорта России среди спортсменов с нарушением зрения.

## Награды
- Медаль ордена «За заслуги перед Отечеством» II степени (6 апреля 2002 года) — за большой вклад в развитие физической культуры и спорта, высокие спортивные достижения на XI Параолимпийских играх 2000 года в Сиднее (Австралия).[1]
- Орден Салавата Юлаева (2000 год).
- Заслуженный мастер спорта России (1992).